# Jens Mouris
Jens Mouris (Ouderkerk aan de Amstel, 12 maart 1980) is een voormalig Nederlands wielrenner.
Mouris was vooral succesvol in het baanwielrennen. Hij werd Nederlands kampioen achtervolging in 2004. In 2005 won hij, samen met Levi Heimans, Peter Schep en Niki Terpstra, een zilveren medaille op de ploegenachtervolging tijdens het WK in Los Angeles. Een jaar later werd hij in Bordeaux vicewereldkampioen op de individuele achtervolging.
Hij begon zijn wielercarrière bij Giant en reed twee jaar voor Rabobank TT3. Via de Duitse ploeg Team Regiostrom-Senges, waarvoor hij in 2006 uitkwam, werd hij in 2007 beroepsrenner bij DFL-Cyclingnews-Litespeed. Van 2009 tot en met 2011 rijdt hij bij Vacansoleil, waar hij met name succesvol is in het tijdrijden, met onder meer een vierde plaats in de proloog van de Ronde van Spanje.
In 2010 boekte hij echter zijn grootste succes tot nog toe. Hij pakte in Ronde van het Groene Hart de zege na een knappe solo van tien kilometer.
Na het Nederlands kampioenschap wielrennen op de weg in 2017 beeindigde hij zijn carrière.

## Baanwielrennen

### Palmares
| Jaar     | NK            | EK         | WK                   | Overig                                                 |
| Junioren | Junioren      | Junioren   | Junioren             | Junioren                                               |
| -------- | ------------- | ---------- | -------------------- | ------------------------------------------------------ |
| 1998     | Puntenkoers   |            |                      |                                                        |
| Elite    |               |            |                      |                                                        |
| 1999     | 50 km         |            |                      |                                                        |
| 2000     |               |            |                      |                                                        |
| 2001     |               |            |                      |                                                        |
| 2002     |               |            |                      |                                                        |
| 2003     |               |            |                      |                                                        |
| 2004     | Achtervolging |            |                      |                                                        |
| 2005     |               |            | Ploegenachtervolging | WB Moskou: Achtervolging                               |
| 2006     |               | Omnium     | Achtervolging        | WB Eindklassement: Achtervolging WB Moskou: Ploegkoers |
| 2007     |               | Ploegkoers |                      | WB Manchester: Ploegkoers WB Sydney: Ploegkoers        |
| 2008     |               |            |                      |                                                        |
| 2009     |               |            |                      |                                                        |
| 2010     |               |            |                      |                                                        |
| 2011     |               |            |                      |                                                        |
| 2012     |               |            |                      |                                                        |
| 2013     | Ploegkoers    |            |                      |                                                        |

## Wegwielrennen

### Overwinningen
2000
OZ Wielerweekend
2002
Proloog Olympia's Tour
2004
Ronde van Overijssel
2008
Proloog Delta Tour Zeeland
2010
Ronde van het Groene Hart
2012
1e etappe Tirreno-Adriatico (ploegentijdrit)
2e etappe Eneco Tour (ploegentijdrit)

## Resultaten in voornaamste wedstrijden
| Jaar | Ronde van Italië | Ronde van Frankrijk | Ronde van Spanje |
| ---- | ---------------- | ------------------- | ---------------- |
| 2008 |                  |                     |                  |
| 2009 |                  |                     | 138e             |
| 2010 |                  |                     |                  |
| 2011 |                  |                     |                  |
| 2012 |                  |                     |                  |
| 2013 | 160e             |                     |                  |
| 2014 |                  |                     |                  |
| 2015 |                  |                     |                  |
| 2016 |                  |                     |                  |
| 2017 |                  |                     |                  |

| Jaar | Milaan-San Remo | Gent-Wevelgem | Ronde van Vlaanderen | Parijs-Roubaix | Amstel Gold Race | Parijs-Tours |  | Wereldranglijsten |
| ---- | --------------- | ------------- | -------------------- | -------------- | ---------------- | ------------ |  | ----------------- |
| 2008 |                 | 182e          | opgave               |                |                  |              |  |                   |
| 2009 |                 |               | 104e                 | opgave         |                  | 112e         |  | 243e (UWK)        |
| 2010 |                 |               | opgave               | opgave         |                  |              |  |                   |
| 2011 | 139e            |               | opgave               |                |                  |              |  |                   |
| 2012 |                 |               |                      | 75e            | opgave           | 106e         |  |                   |
| 2013 | 93e             | opgave        | opgave               | opgave         |                  |              |  |                   |
| 2014 |                 | opgave        | opgave               | 118e           |                  |              |  |                   |
| 2015 | opgave          | opgave        |                      | opgave         |                  |              |  |                   |
| 2016 |                 |               |                      |                |                  |              |  |                   |
| 2017 |                 |               |                      |                |                  |              |  |                   |

## Ploegen
- 2002 –  Rabobank GS3
- 2003 –  Rabobank GS3
- 2004 –  AXA Cycling Team
- 2005 –  AXA Pro-Cycling Team
- 2006 –  Team Regiostrom-Senges
- 2007 –  DFL-Cyclingnews-Litespeed
- 2008 –  Mitsubishi-Jartazi
- 2009 –  Vacansoleil Pro Cycling Team
- 2010 –  Vacansoleil Pro Cycling Team
- 2011 –  Vacansoleil-DCM Pro Cycling Team
- 2012 –  Orica GreenEDGE [a]
- 2013 –  Orica GreenEDGE
- 2014 –  Orica GreenEDGE
- 2015 –  Orica GreenEDGE
- 2016 –  Drapac Professional Cycling
- 2017 –  Roompot-Nederlandse Loterij

1. ↑  Tot de Ronde van Italië heette de ploeg GreenEDGE, maar na het aantrekken van Orica als hoofdsponsor werd de naam veranderd.